# Jaime Nualart
Jaime Virgilio Nualart Sánchez (Ciudad de México, 3 de enero de 1952) es un diplomático y gestor cultural mexicano que ha desempeñado altos cargos en la administración pública en México y en el ámbito internacional.
Jaime Nualart fungió como Embajador Extraordinario y Plenipotenciario de México ante el Reino de Tailandia, la República de India y Egipto. Actualmente es Secretario Cultural de la IILA (Organización Internacional Italo-Latinoamericana). 

## Trayectoria
Jaime Virgilio Nualart Sánchez nació en la Ciudad de México el 3 de enero de 1952. Realizó sus estudios universitarios en la Facultad de Ciencias Políticas y Sociales de la Universidad Nacional Autónoma de México, donde obtuvo una licenciatura en Periodismo y Comunicación Colectiva, con Mención Honorífica en 1974. 
Entre 1974 y 1975, realizó trabajos profesionales como productor y director de programas educativos para televisión y cine documental, para la Dirección General de Educación Audiovisual de la Secretaría de Educación Pública (SEP). Fue también colaborador en publicaciones como el Suplemento Cultural «La Onda», del periódico Novedades, la revista Siete y la revista Los Universitarios y participó en diferentes seminarios e investigaciones de campo sobre televisión, sociología de la comunicación, y cultura de masas.
Entre 1976 y 1977 fungió como Gerente de Producción de XEEP Radio Educación, periodo en el que se renovó y diversificó la programación de la radiodifusora y llevó a cabo reuniones de trabajo con las principales radiodifusoras en Portugal, Francia, Austria y la UE en Bruselas para promover intercambios y cooperación. 
En 1978 fue nombrado Subdirector de Difusión y Relaciones Públicas del Instituto Nacional de Bellas Artes. En ese mismo año se integra a la Orquesta Filarmónica de la Ciudad de México (OFCM) como responsable de Difusión, Relaciones Públicas y de la organización de giras de dicha orquesta.
En esa capacidad organizó y coordinó las giras nacionales e internacionales de la OFCM. En 1979 por América Latina y el Caribe: La Habana, Lima, Buenos Aires, en el Teatro Colón, en el Teatro Municipal de Río de Janeiro, en São Paulo, Caracas y Bogotá.
En 1980 organizó una serie de conciertos de la OFCM en Japón y Hong Kong y una gira por las principales salas de conciertos europeas: Concertgebouw de Ámsterdam, Philarmonie de Berlín, Royal Albert Hall de Londres, Théâtre des Champs Elysées de Paris, Palais des Beaux Arts en Bruselas, Musikhalle de Hamburgo, Teatro Real de Madrid, entre otras. 
En 1981, negocia y coordina otra gira de conciertos por las principales ciudades de los EUA y las principales salas de conciertos, como el Dorothy Chandler Pavillion de Los Ángeles, Convent Garden en Nueva York, Kennedy Center en Washington, entre muchas otras.

### Vida diplomática
En 1982 inicia su colaboración con el Servicio Exterior Mexicano como diplomático en el exterior. Desempeñó funciones vinculadas con la cooperación y la promoción cultural y educativa, ocupando diferentes cargos en las embajadas de México en Japón (1982-1987), India (1987-1989), Italia (1989-1994) y Bélgica (1994-1995). 

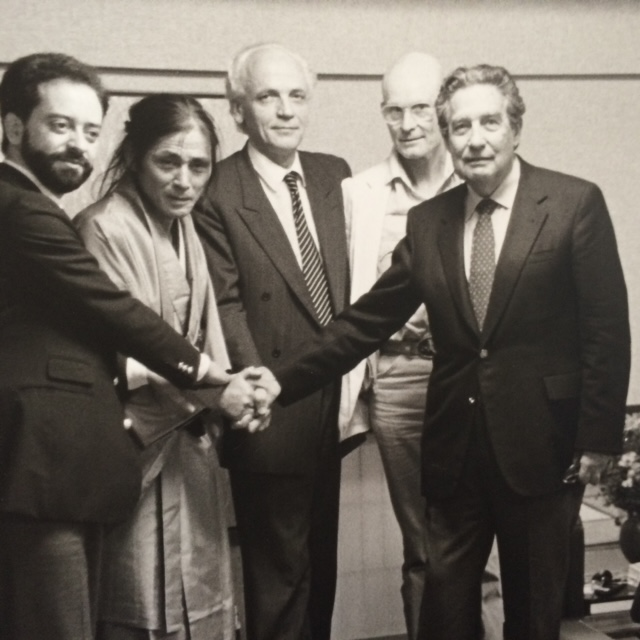
Japón con Octavio Paz y Tamiji Hijikata

Durante su gestión en Japón, se presentaron grandes exposiciones mexicanas de Los Olmecas y La Civilización Azteca, entre otras. En Italia, coordinó la exposición Mixteca en el Castel Sant Angelo, además de otras exposiciones arqueológicas en Bergamo y Rimini, y fue responsable del Pabellón de México en la Exposición Internacional de Génova en 1992 “Cristoforo Colombo. La nave y el Mar”. Durante su estancia en Bruselas, cabe destacar la presencia de arte mexicano en Bélgica, en la celebración de Europalia México en 1995, con un sinnúmero de actividades en los principales museos y teatros belgas, con espectáculos y exposiciones de gran envergadura. En todos esos países organizó múltiples actividades culturales, incluyendo por supuesto, seminarios, exposiciones, actividades escénicas, literarias y en el ámbito del cine. Asimismo, coordinó los programas de becas de México y programas de cooperación científica y cultural con los países ante los que estuvo adscrito.

### Embajador de México

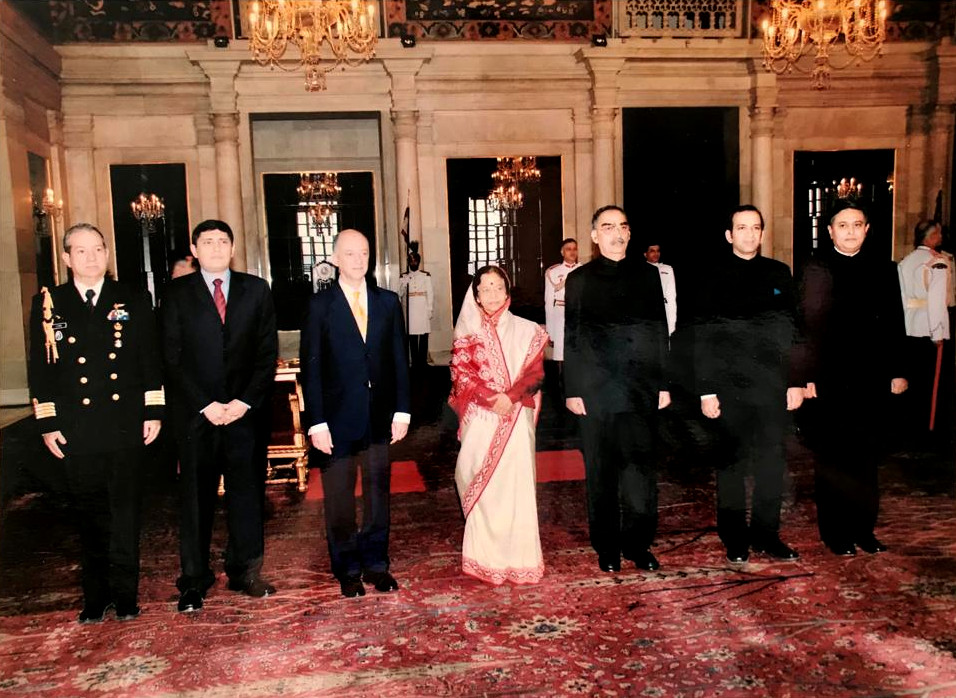
Como embajador en la India con la presidenta Pratibha Patil

Jaime Nualart fue embajador extraordinario y plenipotenciario de México ante el Reino de Tailandia, concurrente con Laos, de 2016 a 2018.
Durante este cargo participó en negociaciones entre empresas tailandesas y japonesas para la inversión en la industria automotriz mexicana. Antes de eso, fungió como Embajador de México en la República de India, concurrente con Bangladés, Maldivas, Nepal y Sri Lanka de 2009 hasta marzo de 2015 y previamente, de 2006 a 2009, fue Embajador de México en Egipto, acreditado ante los gobiernos de Jordania, Siria y Sudán.
Como embajador de México ante los países arriba mencionados, Jaime Nualart fue responsable de mantener excelentes relaciones políticas y diplomáticas, así como negociar proyectos de cooperación educativa, cultural y científica con los gobiernos e instituciones de los países ante los que estuvo acreditado, así como con el sector empresarial, lo que redundó en atraer inversiones para México en los ámbitos de manufactura industrial, el sector energético y otros.
Asimismo, ha dado conferencias y coordinado misiones culturales y comerciales y participado en un gran número de seminarios para promover a México como destino de inversión. 
Concretamente en el ámbito iberoamericano, con el que compartimos historia, afinidades naturales y una cultura común, ha sostenido reuniones de trabajo en: Argentina, Bolivia, Brasil, Chile, Colombia, Costa Rica, Cuba, Ecuador, España, Guatemala, Honduras, Panamá, Perú, Portugal, República Dominicana, Uruguay y Venezuela. 

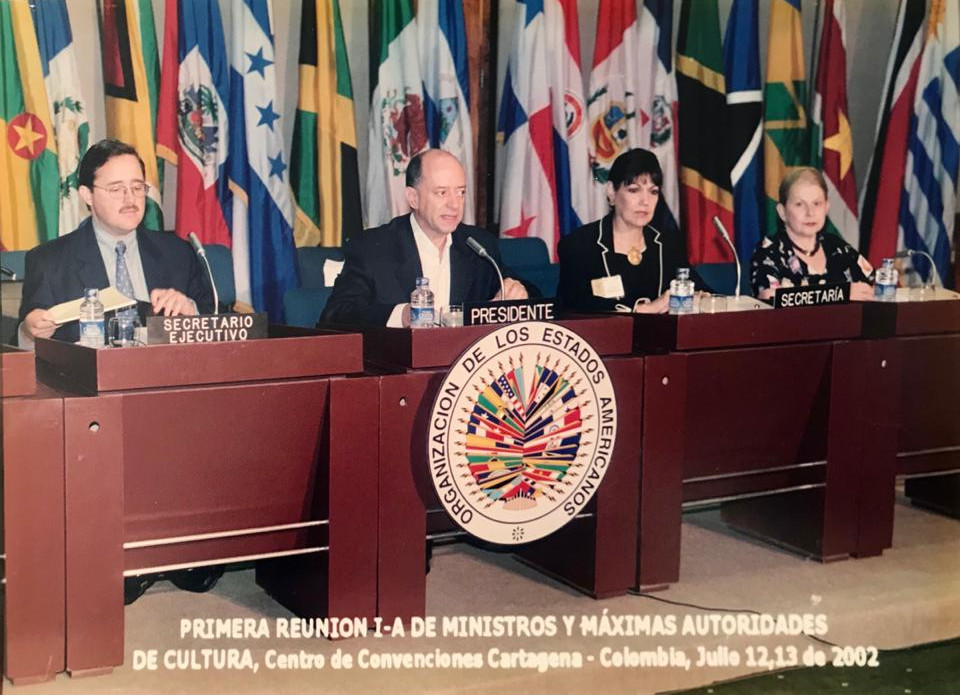
Ante la OEA

Entre los años 2003 y 2004, fue el primer Presidente de la Comisión Interamericana de Cultura de la Organización de Estados Americanos OEA, que sesionaba en la ciudad de Washington. Gracias a la activa participación de sus colegas de América Latina y el Caribe se avanzó en la formulación de recomendaciones, declaraciones y proyectos en beneficio y defensa de nuestras políticas culturales. 

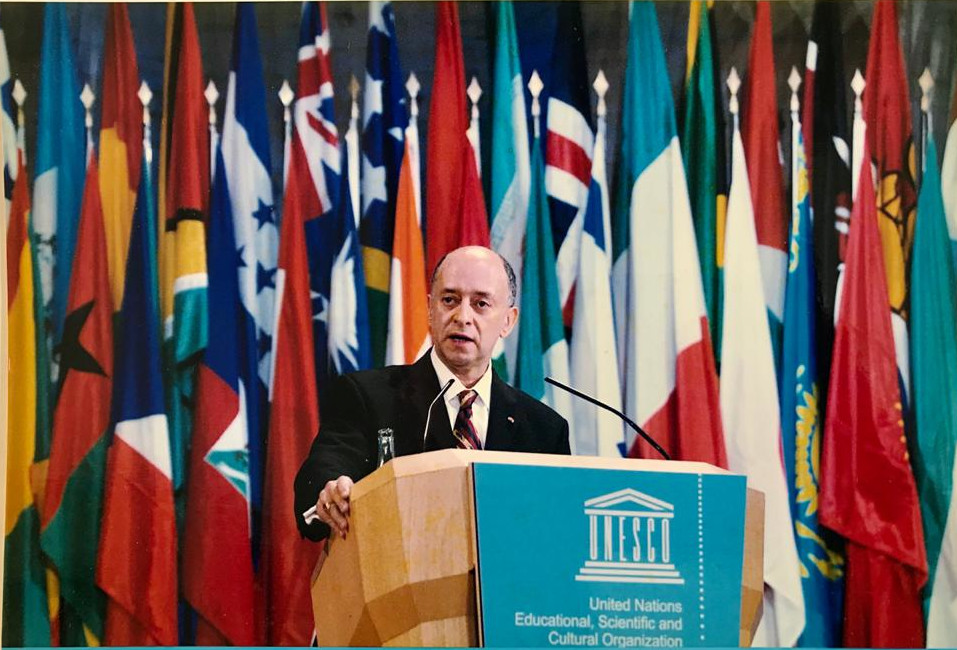
Ante la UNESCO en 2005

En 2005 fue elegido Presidente de la Comisión de Cultura de la UNESCO, durante la 33a. Conferencia General, en Paris, en la que bajo su Presidencia, fue aprobada la Convención sobre la Protección y Promoción de la Diversidad de las expresiones culturales. Dicha Convención, que cumplió 15 años, otorga a los 139 países que la suscriben un instrumento jurídico internacional que reafirma la soberanía de los estados para adoptar políticas culturales que apoyen a sus industrias culturales y constituye un hito en ese sector.
Dicha Convención sirvió para reforzar a las industrias culturales latinoamericanas en su conjunto y hacer valer el peso de nuestras propias voces expresadas en nuestros productos audiovisuales.

### Gestión cultural en México
En 1996 fungió como Coordinador de Asesores del Presidente del Consejo Nacional para la Cultura y las artes de México y, a partir de 1997 y hasta 1998, fue director Cultural del Pabellón de México en la Expo Lisboa 98, evento para el que coordinó la participación de artistas y grupos musicales del más alto nivel.
En 1998 fue nombrado director general de Cooperación Educativa y Cultural de la Secretaría de Relaciones Exteriores de México, en cuya capacidad participó y presidió múltiples reuniones bilaterales, regionales y multilaterales con autoridades culturales de diferentes naciones.
Condujo reuniones también en los EUA y Canadá, Europa,  Asia y África, al tiempo que coordinó la presencia cultural global y los programas de becas para extranjeros.
Durante ese periodo, presidió el Comité Académico de las prestigiosas becas Fulbright-García Robles, bajo la presidencia de los señores Carlos Slim y John D Negroponte, y actuó como Representante de México -país Observador- en el Comité de Cultura del Consejo de Europa en Estrasburgo. 
Entre los años 2001 y 2003, fue director general de Asuntos Internacionales del Consejo Nacional para la Cultura y las Artes y, entre sus actividades como gestor de instituciones, de 2004 hasta 2006, Nualart se desempeñó como secretario técnico del Consejo Nacional para la Cultura y las Artes, puesto equivalente al del actual subsecretario de Cultura. En ese periodo, presidió los consejos de administración de instituciones como la televisora cultural Canal 22, el Instituto Mexicano de Cinematografía (IMCINE), los Estudios de cine Churubusco,  el Centro Cultural Tijuana, entre otros.
En el año 2005, México fue el primer país latinoamericano invitado a participar en ARCO, la Feria Internacional de arte en Madrid, y le correspondió a Nualart la coordinación general de la presencia de México en la feria y las exposiciones paralelas que se presentaron en los principales recintos museísticos de Madrid, como el Museo Del Prado, la Academia Real de San Fernando, La Casa Encendida, el Centro Cultural Conde Duque, la Casa de América, entre otros.
Negoció las exposiciones Persia: fragmentos del paraíso, Isis y la Serpiente Emplumada, con tesoros del patrimonio iraní, la primera y de Egipto, la segunda. Ambas fueron presentadas en el Museo Nacional de Antropología de la Ciudad de México. Participó también en la negociación y presentación de las exposiciones Giorgio de Chirico, en el Museo de Arte Moderno y los Aztecas, que se presentó  en la Royal Academy de Londres y posteriormente en el museo Guggenheim de Bilbao, entre otras sedes europeas.

### Publicaciones

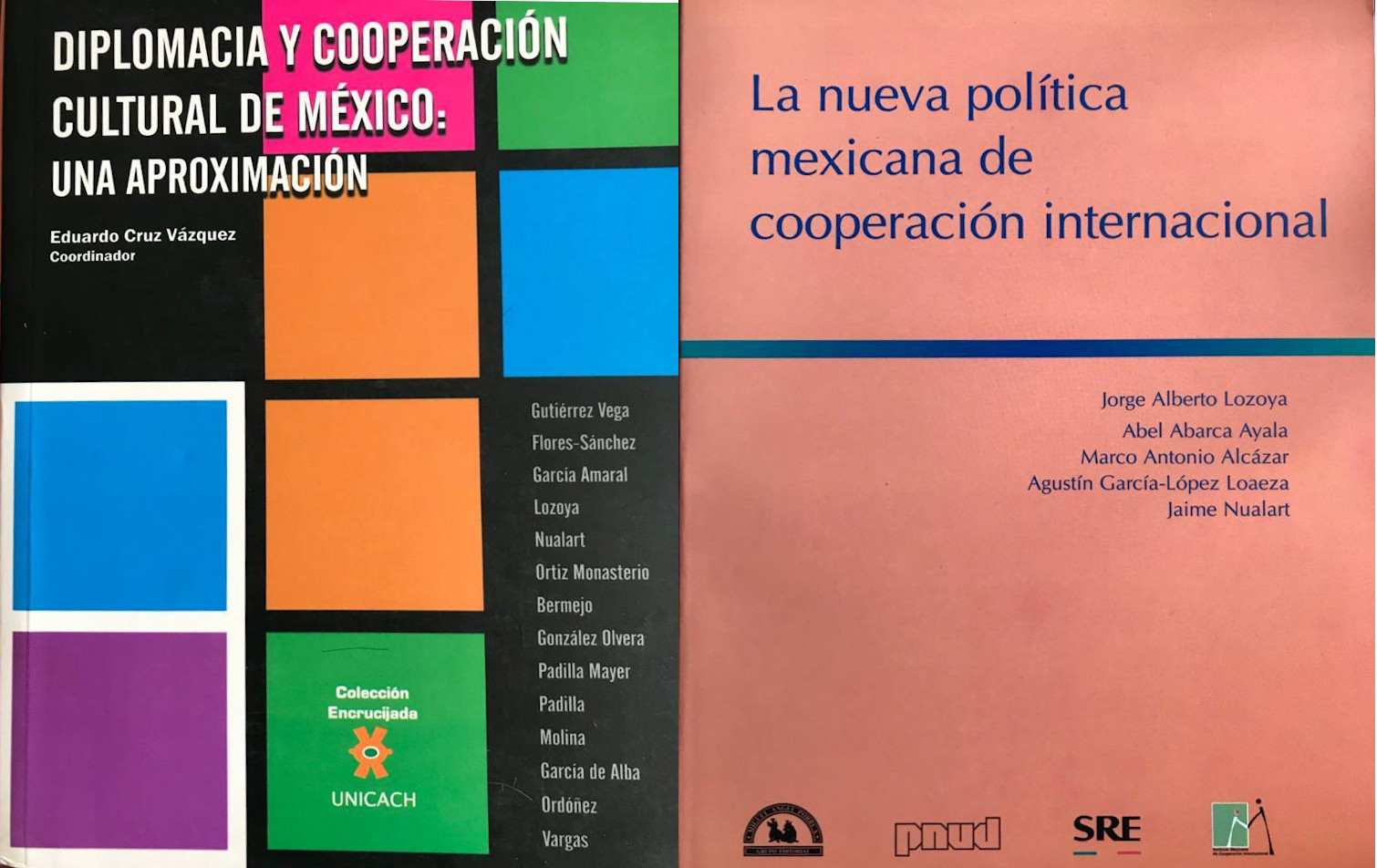

Fue coordinador editorial del libro “Eduardo Mata. 1942-1995”, publicado en 1996 por el Instituto Nacional de Bellas Artes.
Yannis Ritsos, Material de Lectura, UNAM.1978
Curador del libro “Tesori del Messico. Le civiltá Zapoteca e Mixteca” publicado en 1991 por Electa, Milano.
Coordinó la nueva colección de adquisiciones de arte de la Secretaría de Relaciones Exteriores y el libro “Apuntes para una colección del siglo XXI”. Secretaría de Relaciones Exteriores, México, 1999.
Entre otras publicaciones que cuentan con ensayos de su autoría,  se encuentran:
"La cooperación educativa y cultural. La nueva política Mexicana de Cooperación Internacional", Ediciones Porrua, 1999, 
“Diplomacia y cooperación cultural de México: una aproximación”. Colección Encrucijada, UNICACH, 2007.
"El reto de la cooperación internacional. La promoción cultural de México, como como instrumento de la política exterior", Revista Mexicana de Política Exterior núm 61, octubre de 2000 
“Diplomacia cultural, la vida”. Universidad de Nuevo León, 2020.

### Condecoraciones y reconocimientos
Por sus contribuciones al acercamiento cultural entre México y España, Jaime Nualart ha sido reconocido por el gobierno español con la Orden del Mérito Civil y distinguido con la Orden de Isabel la Católica, en grado de Encomienda. Además de ello, ha recibido reconocimientos y condecoraciones de otros países, recibió la orden de Gran oficial de la Orden del Infante Don Enrique de Portugal, es Oficial de la Orden de Artes y Letras, otorgada por la República Francesa, Cavaliere de la Orden del Mérito de la República Italiana, Das Verdienstkreuz 1a. Klasse, de la República Federal de Alemania,  y recibió la medalla del mérito cultural de la República de Colombia.